# La Papesse (film)
Pour la carte du tarot, voir La Papesse.
Pour plus de détails, voir Fiche technique et Distribution.
La Papesse est un film d'horreur fantastique et érotique français écrit et réalisé par Mario Mercier et sorti en 1975. Il est classé X peu après sa sortie.

## Synopsis
Après plusieurs années de vie commune, Aline et Laurent sont un couple à la dérive et Laurent menace de quitter Aline. C'est que Laurent, passionné de longue date par la magie et les traditions ancestrales, décide de subir un rite initiatique particulièrement douloureux dans une secte sous l'égide d'une mystérieuse papesse. Après avoir infligé divers sévices à Laurent, la Papesse lui déclare qu'il ne sera véritablement admis dans leur confrérie qu'au cas où il accepte de mettre Aline à disposition de la secte, puisqu'Aline est névrosée et refoulée, et qu'elle fera donc un excellent médium...

## Fiche technique
Sauf indication contraire, les informations mentionnées dans cette section peuvent être confirmées par la base de données cinématographiques Unifrance,  présente dans la section « Liens externes ».
- Titre original : La Papesse ou Je suis une sorcière[2]
- Réalisation : Mario Mercier
- Scénario : Mario Mercier
- Assistant réalisateur : Alain Centonze
- Photographie : Robert Schneider, Henri Habans
- Montage : Claudine Merlin, Élisabeth Moulinier
- Son : Daniel Brisseau, François Carré
- Musique : Éric Demarsan
- Costumes et décors : Maïté Mercier
- Producteurs : Robert Paillardon
- Société de production : Les Films de la Boétie, Régis Films
- Pays de production :  France
- Langue de tournage : français
- Format : couleur (Eastmancolor) - 1,33:1 - Son mono - 35 mm
- Genre : Horreur, fantastique et érotique
- Durée : 95 minutes (1h35)
- Date de sortie :	
  - France : 23 avril 1975
- Classification :
  - France : Interdit aux moins de 18 ans
  - Italie : Interdit aux moins de 18 ans[1]

## Distribution
- Lisa Livane : Aline
- Erika Maaz : Iltra
- Jean-François Delacour : Laurent
- Mathias von Huppert : Borg
- Lina Olsen : Lina
- Géziale : Géziale, la papesse

## Production
Les extérieurs sont tournés durant l'hiver 1973-1974 dans l'arrière-pays niçois.

## Exploitation
À sa sortie, la commission de classification demande de couper 190 mètres de films, car il comporte « une succession de scènes de sadisme, de torture et de violence. Un mépris total et permanent de la personne humaine y est affiché de manière tellement grossière et tellement révoltante que la Commission propose l'interdiction totale ». Après un visa accordé le 25 février 1975 et une sortie en salles le 23 avril 1975 interrompue au bout d'une semaine, le film est finalement classé X le 2 décembre 1975.
Le film a été projeté le 9 décembre 2009 à L'Étrange festival devant une assistance régulièrement hilare.